# Knežlaz
Knežlaz este un sat din comuna Kotor, Muntenegru. Conform datelor de la recensământul din 2003, localitatea are 26 de locuitori (la recensământul din 1991 erau 43 de locuitori).

## Demografie
În satul Knežlaz locuiesc 23 de persoane adulte, iar vârsta medie a populației este de 49,8 de ani (45,4 la bărbați și 59,9 la femei). În localitate sunt 12 gospodării, iar numărul mediu de membri în gospodărie este de 2,17.
Populația localității este foarte eterogenă.
|  |

| Demografie | Demografie | Demografie |
| An         | Locuitori  | Locuitori  |
| ---------- | ---------- | ---------- |
|            |            |            |
|            |            |            |
|            |            |            |
|            |            |            |
| 1948       | 103        |            |
| 1953       | 107        |            |
| 1961       | 97         |            |
| 1971       | 82         |            |
| 1981       | 55         |            |
| 1991       | 43         | 43         |
| 2003       | 26         | 26         |

| \| Componența etnică conform recensământului din 2003[2] \| Componența etnică conform recensământului din 2003[2] \| Componența etnică conform recensământului din 2003[2] \| Componența etnică conform recensământului din 2003[2] \| Componența etnică conform recensământului din 2003[2] \| \| ----------------------------------------------------- \| ----------------------------------------------------- \| ----------------------------------------------------- \| ----------------------------------------------------- \| ----------------------------------------------------- \| \| \| \| \| \| \| \| Sârbi \| Sârbi \| \| 15 \| 57,69% \| \| Muntenegreni \| Muntenegreni \| \| 11 \| 42,3% \| \| necunoscută \| necunoscută \| \| 0 \| 0% \| |              |  |    |        |
| Componența etnică conform recensământului din 2003 |              |  |    |        |
| |              |  |    |        |
| Sârbi | Sârbi        |  | 15 | 57,69% |
| Muntenegreni | Muntenegreni |  | 11 | 42,3%  |
| necunoscută | necunoscută  |  | 0  | 0%     |